# Ė̃
Ė̃ (minuscule : ė̃), appelé E point suscrit tilde, est une lettre latine utilisée dans l’écriture du lituanien.
Il s’agit de la lettre E diacritée d’un point suscrit et d’un tilde.

## Utilisation
En lituanien, le E point suscrit ‹ Ė, ė › peut être combiné avec un tilde indiquant une syllabe tonique : ‹ Ė̃, ė̃ ›.

## Représentations informatiques
Le E point suscrit tilde peut être représenté avec les caractères Unicode suivants : 
- composé et normalisé NFC (latin étendu A, diacritiques) :

| formes    | représentations | chaînes de caractères | points de code | descriptions                                              |
| --------- | --------------- | --------------------- | -------------- | --------------------------------------------------------- |
| capitale  | Ė̃               | Ė◌̃                    | U+0116 U+0303  | lettre majuscule latine e point en chef diacritique tilde |
| minuscule | ė̃               | ė◌̃                    | U+0117 U+0303  | lettre minuscule latine e point en chef diacritique tilde |

- décomposé et normalisé NFD (latin de base, diacritiques) :

| formes    | représentations | chaînes de caractères | points de code       | descriptions                                                          |
| --------- | --------------- | --------------------- | -------------------- | --------------------------------------------------------------------- |
| capitale  | Ė̃               | E◌̇◌̃                   | U+0045 U+0307 U+0303 | lettre majuscule latine e diacritique point en chef diacritique tilde |
| minuscule | ė̃               | e◌̇◌̃                   | U+0065 U+0307 U+0303 | lettre minuscule latine e diacritique point en chef diacritique tilde |